# コブヒトデ
コブヒトデ（学名：Protoreaster nodosus）は、コブヒトデ科のヒトデの一種。

## 概要

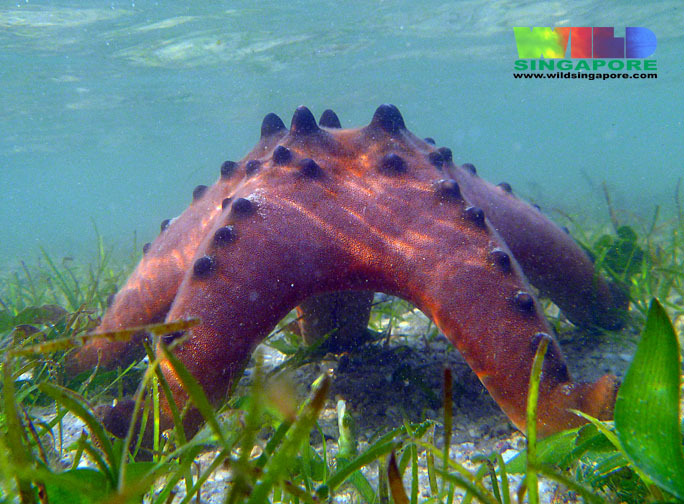
体を持ち上げたコブヒトデ

30センチメートル。５本腕。敵から身を守るために背中にとげのような突起が生えている。日本や世界各地の海に生息。砂泥底に多い。
有機物を好むため、泥だらけの海底や干潮の時の海を好む。

## 問題
貿易で取引のために太平洋諸国（オセアニア州など）では、乱獲で個体が激減している。

## 名前
別名「チョコレートチップシースター」とも呼ばれる。同じく「チョコレートチップシースター」と呼ばれるヒトデにはニドレリア・アルマタがいるが、突起の位置や体の形で判別することができる。